# 马吉德·乔丹
马吉德·乔丹（英語：Majid Jordan）是一支加拿大的R&B乐队，由歌手Majid Al Maskati和制作人Jordan Ullman组成。他们于2011年在多伦多相遇，并开始合作创作音乐。他们在2013年被Drake的制作人Noah "40" Shebib发现，并签约了OVO Sound唱片公司。他们与Drake合作了单曲《Hold On, We're Going Home》，并在2014年发行了他们的首张EP《A Place Like This》。他们共发行了三张录音室专辑，分别是《Majid Jordan》（2016）、《The Space Between》（2017）和《Wildest Dreams》（2021）。他们的代表作有《Waves of Blue》、《Caught Up》、《Superstar》、《Gave Your Love Away》等。

## 历程

### 乐队组建
Majid Jordan的组建源于Majid在一家酒吧庆祝自己21岁生日时遇到了Jordan。他们都是多伦多大学的学生，后来他们开始在Jordan的宿舍里一起制作音乐，用Good People这个名字在SoundCloud上发布了他们的第一张混音带《Afterhours》。Drake的制作人Noah "40" Shebib听到了他们的作品，对他们印象深刻，于是把他们签到了OVO Sound。

### 2013 - 2016年
他们在2013年参与了Drake的单曲《Hold On, We're Going Home》的制作和演唱，这首歌收录在Drake的白金唱片《Nothing Was the Same》中。这也是他们第一次以Majid Jordan这个名字出现在公众面前。他们在2014年发行了他们的首张EP《A Place Like This》，其中包含了四首歌曲，分别是《Forever》、《All I Do》、《Her》和《A Place Like This》。他们在2015年发行了他们的第一首单曲《My Love》，这首歌也是他们的首张同名专辑《Majid Jordan》的主打歌，这张专辑于2016年2月5日发行。这张专辑共有12首歌曲，其中包括了和Drake合作的《My Love》，以及其他几首单曲，如《Something About You》、《King City》、《Learn from Each Other》等。

### 2017 - 2019年
他们的第二张专辑《The Space Between》于2017年10月27日发行，共有13首歌曲，其中包括了单曲《Phases》、《One I Want》（和PARTYNEXTDOOR合作）、《Body Talk》、《Gave Your Love Away》等。这张专辑获得了乐评人的好评，被认为是一张充满了氛围和情感的R&B专辑。他们也为这张专辑进行了巡演，于2018年1月16日在蒙特利尔开始，于2018年4月4日在伦敦结束。他们在2019年只发行了一首新歌，就是和Khalid合作的《Caught Up》，这首歌于2019年7月24日发行，也配有一部音乐视频。

### 2020年 - 至今
他们的第三张专辑《Wildest Dreams》于2021年10月29日发行，共有14首歌曲，其中包括了单曲《Waves of Blue》、《Been Through That》、《Summer Rain》等。这张专辑是他们在新冠疫情期间创作的，展现了他们对音乐和生活的梦想和想象。这张专辑也获得了乐评人的好评，被认为是一张充满了创造力和灵感的R&B专辑。他们也为这张专辑制作了一些视觉化的视频，如《Life Worth Living》、《Stars Align》等。

## 音乐风格
他们的音乐风格是一种结合了节奏布鲁斯、另类节奏布鲁斯、合成器流行和合成器浪潮的风格，他们的音乐充满了氛围和情感，有时候是忧郁的，有时候是轻松的，有时候是浪漫的。他们受到了70年代的灵魂乐、80年代的流行乐、放克和电子乐的影响，他们也喜欢尝试不同的声音和元素，使他们的音乐更加多样化和创新。他们的音乐也反映了他们对生活和爱情的看法和体验。

## 奖项与提名
他们的奖项和提名有以下几个：
- 他们在2014年被提名了MTV音乐录影带大奖最佳嘻哈视频、BET最佳合作奖、Billboard音乐奖最佳R&B歌曲和世界音乐大奖最佳歌曲，都是因为他们和Drake合作的《Hold On, We’re Going Home》。
- 他们在2015年获得了iHeartRadio Much音乐视频大奖最佳MuchFACT视频，因为他们的《Forever》，并且被提名了最佳后期制作，因为他们和Drake合作的《My Love》。[19]
- 他们在2016年获得了iHeartRadio Much音乐视频大奖最佳后期制作和最佳MuchFACT视频，都是因为他们的《Every Step Every Way》。